# Fentbach-Schanze

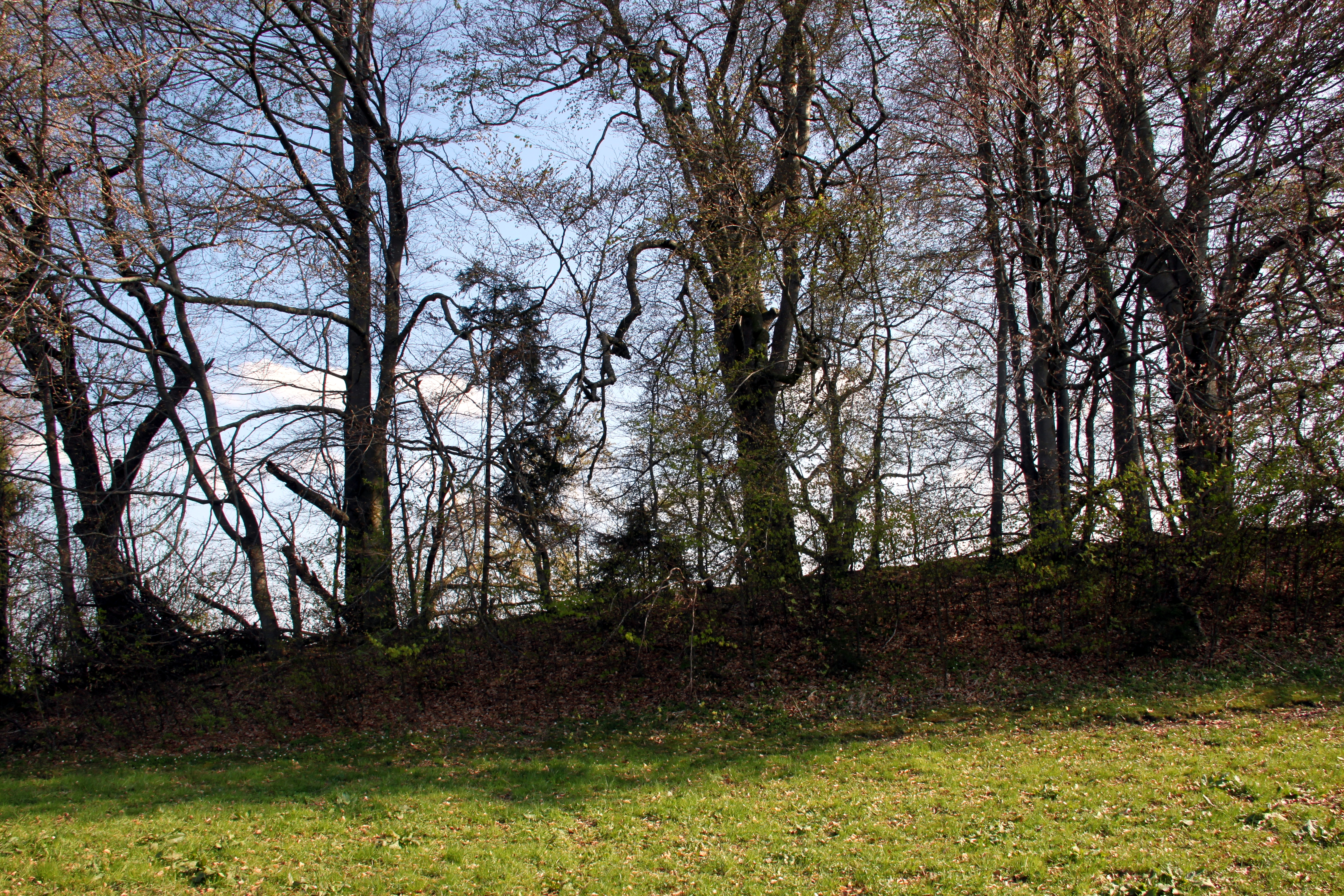
Wall der Fentbach-Schanze

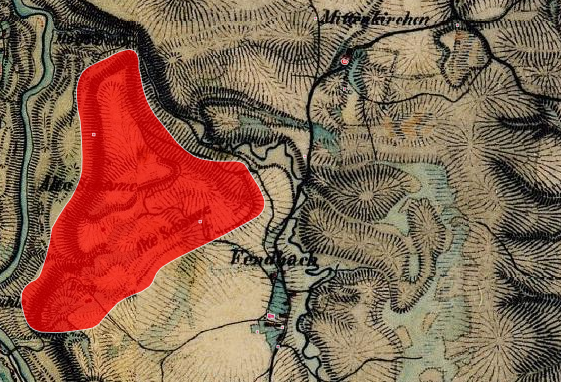
Lageplan der Fentbachschanze auf dem Urkataster von Bayern

Die Fentbach-Schanze ist ein keltisches Oppidum bei Weyarn im Landkreis Miesbach in Oberbayern. Die Klassifizierung als Oppidum geht auf die Funde im gesamten Innenraum zurück. Die Anlage wird als Bodendenkmal unter der Aktennummer D-1-8136-0028 im Bayernatlas als „Oppidum der Spätlatènezeit ("Fentbachschanze") sowie Siedlung der Bronzezeit“ geführt. 

## Lage
Die Schanze liegt im Gemeindegebiet von Weyarn rund 600 m nordwestlich des Dorfs Fentbach auf einer Plateaunase zwischen den Tälern der Mangfall und des Moosbachs.

## Anlage
Die Schanze ist eine Abschnittsbefestigung in Form eines Trapezes, das rund 500 m in Nord-Süd-Richtung und 375 m in Ost-West-Richtung misst. Im Norden und Westen ist sie durch Steilabfälle geschützt, die zum Teil felsig sind. Die Ostseite fällt zum Moosbach relativ steil ab. Die Südseite wird durch einen mächtigen, nach Süden steil abfallenden Wall geschützt, der einen gewundenen Verlauf aufweist. Das Plateau wird heute überwiegend als Grünland genutzt. Die Höhendifferenz von Süden nach Norden beträgt rund 40 m. Die durch den Ringwall abgesicherte Fläche nimmt rund 10 ha ein.
Ob es sich bei dem „Vorwall“ rund 300 m südlich des Walls um eine künstliche Anlage oder um eine natürliche Böschung handelt, ist nicht geklärt. Mit diesem Abschnittswall würde sich eine Fläche von knapp 37 ha ergeben, was einer mittelgroßen bis großen eisenzeitlichen oder keltischen Ringwallanlage entsprechen würde.

## Erforschung
Kleinere Untersuchungen der Fentbach-Schanze nahm im November 1877 der Hauptmann a. D. Ludwig Auer vor, der die Schanze zunächst als Teil eines im Mangfallknie gelegenen „verschanzten Lagers“ ansah, dabei aber zu Unrecht auch in diesem Abschnitt gehäuft auftretende hochmittelalterliche Erdwälle wie die „Birg“ bei Kleinhöhenkirchen einbezog.  1964 wurden einige weitere Scherben gefunden, die teilweise auf die Spätlatènezeit datiert werden konnten.

## Funde
Aus den Grabungen von Auer sind eine Eisenspitze, ein aus Scherben rekonstruierbares Tongefäß, die Randscherbe eines Graphittongefäßes und eines weiteren Tongefäßes sowie Scherben von drei weiteren Tongefäßen erhalten. Ein Eisengerät (möglicherweise ein Fleischhaken) ist verschollen, ebenso ein Mühlstein, von dem bei den Ortsakten des Bayerischen Landesamts für Denkmalpflege jedoch eine Zeichnung vorhanden ist. 1964 wurden verschiedene Randscherben, eine Bodenscherbe und zahlreiche Scherben weiterer Gefäße gefunden.

## Bilder

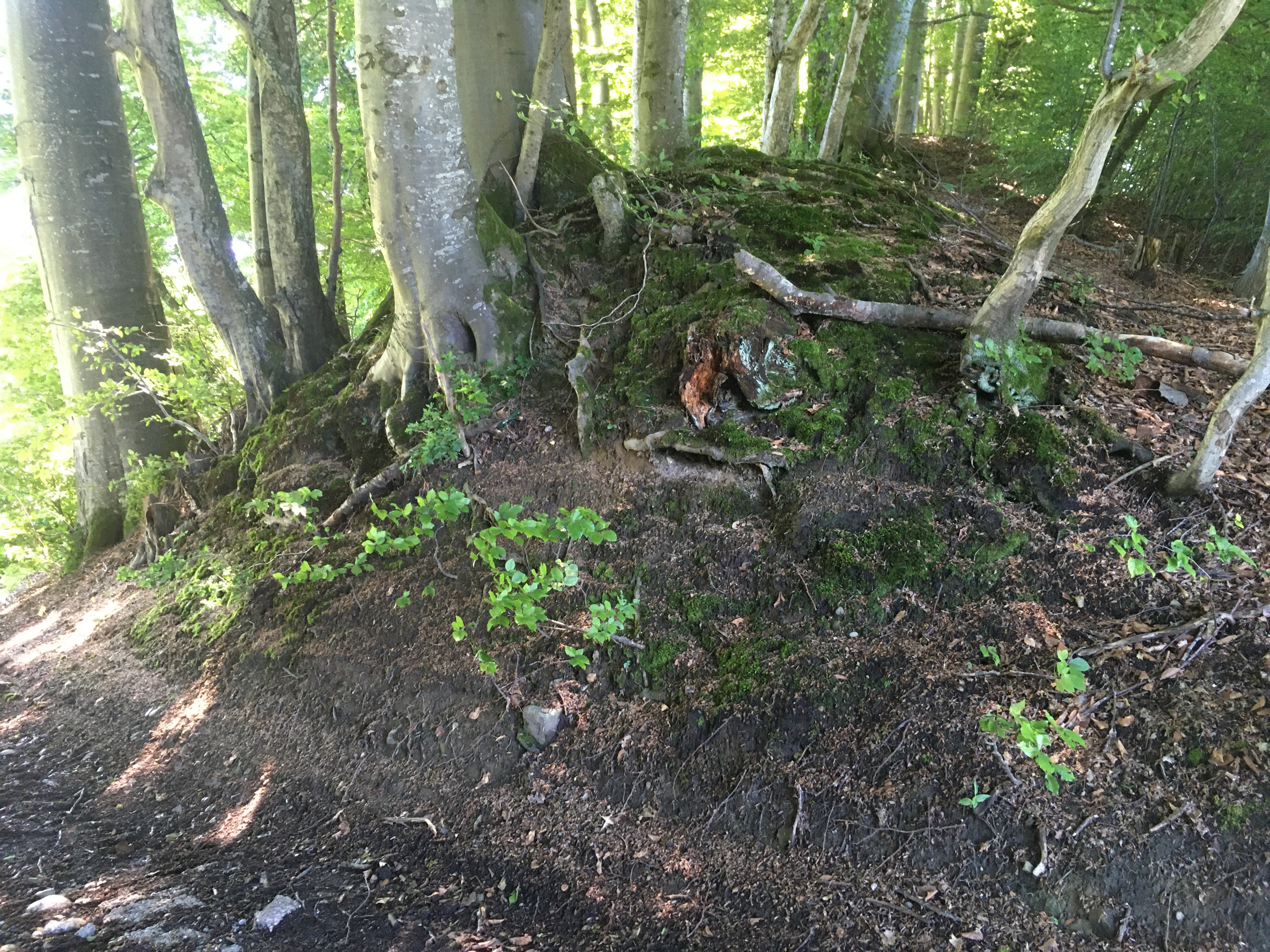
Ein Hohlweg durchschneidet den Wall der Fentbachschanze.
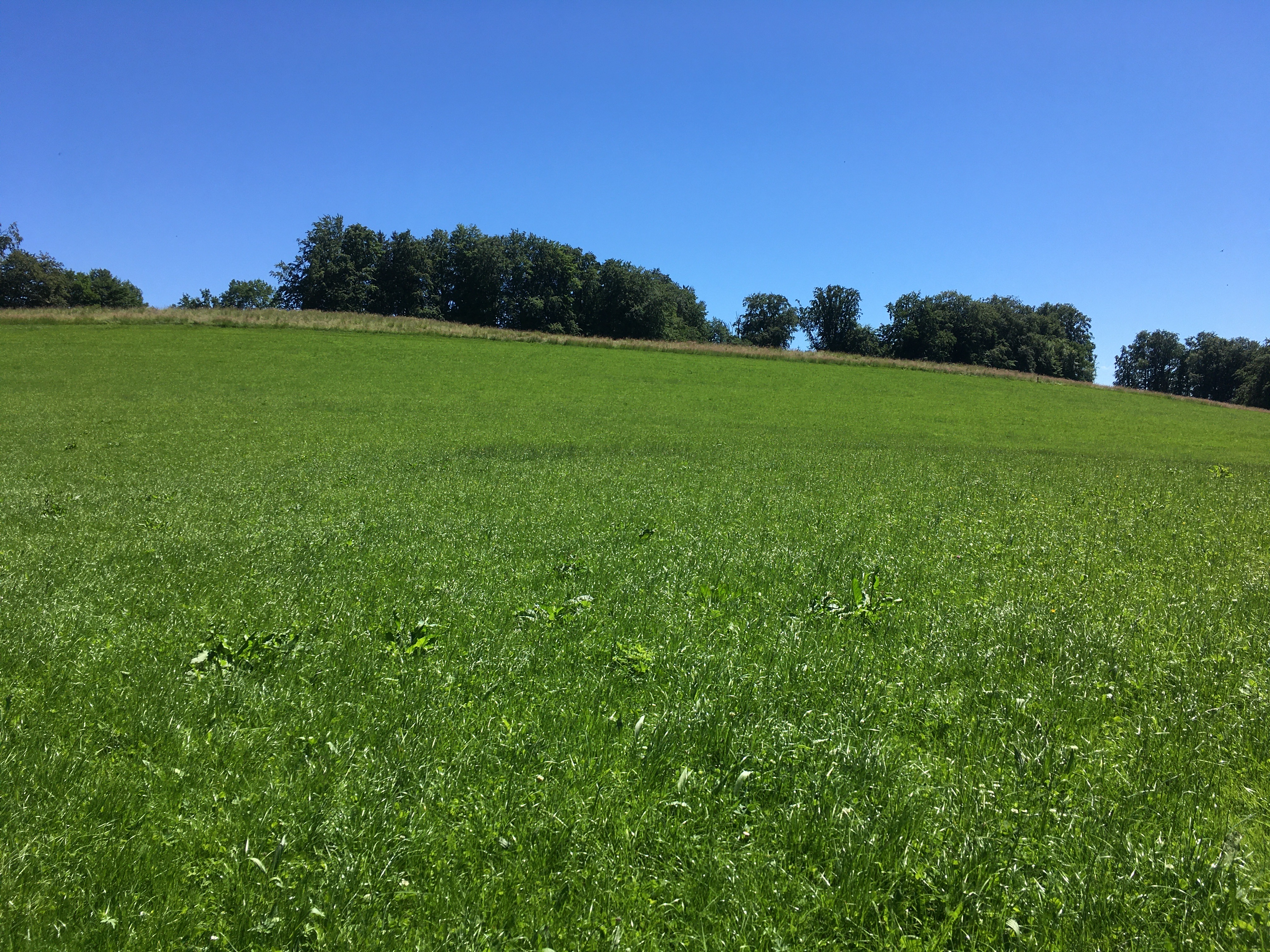
Blick von Nordwesten auf die leicht abfallende Fläche, auf der sich das Oppidum befand; der baumbestandene Wall ist am oberen Bildrand zu erkennen.